# Epidesma inornata
Epidesma inornata là một loài bướm đêm thuộc phân họ Arctiinae, họ Erebidae.